# Фаннин (округ, Джорджия)
Фа́ннин (англ. Fannin County) — округ штата Джорджия, США. Население округа на 2000 год составляло 19 798 человек. Административный центр округа — город Блу-Ридж.

## История
Округ Фаннин основан в 1854 году.

## География
Округ занимает площадь 999.7 км2.

## Демография
Согласно Бюро переписи населения США, в округе Фаннин в 2000 году проживало 19 798 человек. Плотность населения составляла 19.8 человек на квадратный километр.